# Polissonografia
Polissonografia (ou polissomnografia) ou exame do sono (do grego polis = "muitos"; somnus = "sono"; e graphos = "escrita") é um teste multiparamétrico utilizado no estudo do sono e de suas variáveis fisiológicas.
É geralmente realizada à noite e registra as amplas variações biofisiológicas que ocorrem durante o sono. O polissonograma resultante do teste monitora três parâmetros principais: o eletrencefalograma (EEG), o eletro-oculograma (EOG) e o eletromiograma sub-mentoniano (EMG). Outros parâmetros, como fluxo aéreo nasal e bucal, oximetria, eletrocardiograma, movimentos respiratórios, capnografia, sensores de movimento nos membros inferiores e o registro em video do exame, contribuem para o diagnóstico de doenças relacionadas ao sono. 
O exame de polissonografia é feito em pacientes com ronco, apneia do sono, com dispneia à noite, com sonolência excessiva durante o dia, com sensação de que o sono não recarrega as energias, com problema de memória, com hipertensão grave ou com sono agitado. Consulte pneumologia e neurologia. 
A polissonografia é o padrão-ouro para diagnóstico de distúrbios do sono em adultos, adolescentes e crianças. Pode ser realizada em ambiente laboratorial, mas também pode ser feita em casa, através de aparelhos próprios para esta finalidade. A polissonografia domiciliar não é tão completa como o exame em laboratório mas pode ser usado em pacientes selecionados por um médico especialista em sono.